# YoungStar Awards
Les YoungStar Awards, organisés par The Hollywood Reporter, sont des prix américains récompensant les meilleurs jeunes stars de l'année (de 6 à 18 ans) au cinéma, à la télévision, au théâtre et dans la musique. Ils ont été remis de 1995 à 1999.

## Catégories de récompense
- Prix YoungStar (YoungStar Award)
- Meilleure performance d'un jeune acteur dans un film de comédie (Best Performance by a Young Actor in a Comedy Film)
- Meilleure performance d'une jeune actrice dans un film de comédie (Best Performance by a Young Actress in a Comedy Film)
- Meilleur jeune acteur dans un film de comédie (Best Young Actor/Performance in a Motion Picture Comedy)
- Meilleure jeune actrice dans un film de comédie (Best Young Actress/Performance in a Motion Picture Comedy)
- Meilleur jeune acteur dans un film dramatique (Best Young Actor/Performance in a Motion Picture Drama)
- Meilleure jeune actrice dans un film dramatique (Best Young Actress/Performance in a Motion Picture Drama)

## Palmarès 1995

### Meilleure performance d'un jeune acteur dans un film de comédie
- Eric Lloyd pour le rôle de Charlie Calvin dans Super Noël (The Santa Clause)

## Palmarès 1998

### Meilleure performance d'un jeune acteur dans un film de comédie
- Gregory Smith pour le rôle de Alan Abernathy dans Small Soldiers

### Meilleure performance d'une jeune actrice dans un film de comédie
- Hallie Eisenberg pour le rôle de Marie Alweather (enfant) dans Paulie, le perroquet qui parlait trop (Paulie)

### Meilleure performance d'un jeune acteur dans un film dramatique
- Elijah Wood pour le rôle de Leo Biederman dans Deep Impact

## Palmarès 2000

### Meilleure jeune actrice dans un film de comédie
- Hallie Eisenberg pour le rôle de Amanda Martin (à 7 ans) dans L'Homme bicentenaire (Bicentennial Man)

### Meilleur jeune acteur dans un film dramatique
- Haley Joel Osment pour le rôle de Cole Sear dans Sixième Sens (The Sixth Sense)